# Сарагоська тайфа
Сарагоська тайфа (ісп. Taifa de Zaragoza; араб. طائفة سرقسطة‎) — в 1019–1110 роках ісламська монархічна держава на Піренейському півострові зі столицею в місті Сарагоса. Арабською — емірат Саракуста. Фактично припинило існування у 1110 році, але невеличке володіння зберігалося до 1131 року.

## Історія
З самого початку утворення намісництва в Сарагосі його правителі (валі) були напівнезалежними володарями. Це обумовлювалося прикордонним розташуванням з християнськими державами — спочатку Франкською державою, потім графствами Барселона, Арагон і Памплона. Лише з посиленням Кордовського емірату вдалося побороти впливовий рід Бану Касі, що тривалий час керував Сарагосою. Втім з кінця IX ст. Тут спадковими валі стали представники роду Туджибідів. після придушення спроб останніх у 935 і 937 роках відокремитися від держави, валі Сарагоси стали вірними підданими правителів Кордови.
З послабленням Кордовського халіфату внаслідок боротьби за трон з 1009 року, валі Сарагоси стають практично незалежними. Зрештою 1019 року валі Мунзир оголошує себе незалежним еміром. З самого початку володарі тайфи намагалися з одного боку захопити сусідні тайфи, зокрема Тортосу і Валенсію, з другого — протистояння королівствам Наварра і Арагон, графству Барселона.
У 1038 році династію Туджибідів було повалено династією Худидів. Останні в боротьбі за вплив в Валенсійській тайфі вступили у протистояння з Толедською тайфою. Для протиборства останній було укладено союз з королівство Леон.
Втім у 1046 році після смерті еміра аль-Мустаїна I виокремилося декілька незалежних тайф: в Леріді, Уесці, Туделі та Калатаюді. До 1048 року було повернуто під владу Сарагоси тайфи в Уесці, Калатаюді та Туделі. У 1060 року було захоплено Тортоську тайфу, 1076 року — Денійську та встановлено зверхність над Валенсійською тайфою.
Втім у 1081 році Сарагоську тайфу знову було поділено між братами. Водночас почалися війни з королівство Арагон. Разом з тим еміри намагалися грати на внутрішній боротьбі в королівстві Кастилія, протистояння між Наваррою і Кастилією.
1086 році після вторгнення військ Альморавідів на Піренейський півострів, підкореннями ними південних і західних тайф, перемог над християнськими королями, еміри намагалися тримати рівновагу між Арагоном і Альморавідами. Втім поступово відбувається ослаблення Сарагоської тайфи, чим скористалися її вороги. 1110 року війська Альморавідів захопили Сарагосу. Рештки тайфи збереглися навколо міста Руеда, куди пересилилися еміри. Вони стають союзниками Кастилії. 1131 року за угодою Руеда з областю стала кастильською.

## Територія
У період Туджибідів Сарагоська тайфа простягалася від міста Сорія на заході до міста Кінка на сході. В період Худидів територія не була стабільною, оскільки постійно ділилася між братами, які утворювали самостійні тайфи. Втім Сарагоська тайфа охоплювала землі до Денії.

## Державний устрій
На чолі стояв емір, якому належала вища політична, військова і судова влада. Час від часу збирав раду з числа родичів та знаті. На місцях діяли каді (судді).

## Населення і суспільство
На чолі стояла знать з еміром. Панівний клас (джасса) становили єменці, частково сирійські араби. бербери спочатку не були чисельними, селилися в невеличких міста та у передмістях Сарагоси і Уески.
Сарагоса була одним з найважливіших і населеніших міст в Аль-Андалусі, сягнувши в період розквіту 25 тис. мешканців.
Мусульмани мешкали переважно в містах, в сільських місцевостях переважали християни і мосараби. Втім на початку основу становили мувалади. Жиди селилися окремими кварталами, долучаючись до торгівлі та державної служби.

## Економіка
Основу становили землеробство і ремісництво. Переважно зрошувальне землеробство, що давало значні врожаї зернових. Також значного піднесення набуло садівництво.
Основу ремісництво становило ковальська продукція, гончарство, вироби зі шкіри, льону, шовку. Шкіряні та гончарні вироби експортувалися. Відомими була позолочена (зелена) емальована фаянсова кераміка, центрами виробництва якої були міста Калатаюд, Барбастро і Сарагоса. Ковалі з Сарагоси виготовляли якісні мечі і шоломи, з Уески — кольчуги. Знаними були сарагоські ювеліри.

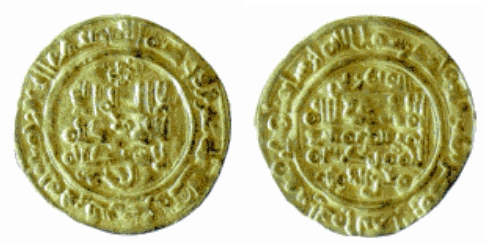
динар Ях'ї аль-Музаффара

Торгівля крамом та харчами здійснювалося річкою Ебро. З розширенням меж тайфи, що дозволило вийти до Середземного моря, відбувається залучення до Середземноморської торгівлі. В Сарагосі також існував один з найбільших ринків рабів на Піренеях.
З 1024 року почалося карбування власної монети тайфи — золотого динару.

## Культура
Еміри підтримували розвиток писемності, але особливу увагу приділяли наукам — математиці, астрономії, а також філософії. Центром була Сарагоса. Найбільшого культурного піднесення досягла у 1046—1110 роках.
Тут діяли поети Юсуф ібн Гарун ар-Рамаді, Саїд аль-Багдаді, Абу-Амір ібн Гундісалб, Аль-Яззар ас-Саракусті, Абу Абд ас-Самад ас-Саракусті, Ібн ас-Саффар ас-Саракусті і Єкутіель бен Ісхак, філологи Іона бен Янах, філософи Соломон ібн Габірол і Бах'я ібн Пакуда, лікарі Аль-Каттані, Аль-Кірмані і Абу'л аль-Фадл ібн Хасдай, математики Абдаллах ібн Ахмад ас-Саракусті і Алі ібн Ахмад ібн Дауд, письменник і правник Аль-Баї, композитор Аль-Хаддад, ботанік Ібн Букларіс, граматик Леві бен Якуб бен ат-Таббан. Самі еміри цікавилися наукою та літературою, зокрема Ахмад I аль-Муктадир і його син Юсуф аль-Мутамін були талановитими поетами, математиками і філософами.

### Еміри

#### Туджибіди
- Мунзир I аль-Мансур (1019—1023)
- Ях'я аль-Музаффар (1023—1036)
- Мунзир II (1036—1038)
- Абдалла ібн Хакам (1038)

#### Худиди
- аль-Мустаїна I (1039—1046)
- Ахмад I аль-Муктадир (1046—1081)
- Юсуф аль-Мутамін (1081—1085)
- Ахмад II аль-Мустаїн (1085—1110)
- Імад ад-Даула Абд аль-Малік (1110—1130)
- Ахмад III аль-Мустансир (1130—1131)